# Universidad del Desarrollo
La Universidad del Desarrollo és una universitat privada amb seu a les ciutats de Santiago i Concepción. Va ser fundada el 1990, gràcies a economistes xilens.

## Història
La universitat va ser creada el 1990 a la ciutat de Concepció, amb cent alumnes matriculats en la carrera d'Enginyeria Comercial. A l'any següent es van sumar les carreres de periodisme, dret i arquitectura, i més tard es sumen les carreres de Psicologia (1998), Disseny (2000) i Kinesiologia (2004), entre d'altres. El 1993 s'inaugura el primer campus en un edifici construït al carrer Ainavillo de Concepció. Després en 1999, s'inicien activitats acadèmiques a Santiago amb 1500 alumnes matriculats. Aquest mateix any absorbeix la cartera d'alumnes de la Universitat Les Comtes, després del tancament d'aquesta.

## Facultats
- Arquitectura i Art
- Comunicacions
- Dret
- Disseny
- Economia i Negocis
- Educació i Humanitats
- Govern
- Enginyeria
- Psicologia
- Medicina (Clínica Alemana)